# Округ Масак (Илиноис)
Масак (енгл. Massac County) је округ у америчкој савезној држави Илиноис.

## Демографија
По попису из 2010. године број становника је 15.429, што је 268 (1,8%) становника више него 2000. године.
| Група             | 2000.          | 2010.          |
| Белци             | 13.962 (92,1%) | 13.860 (89,8%) |
| Афроамериканци    | 831 (5,5%)     | 904 (5,9%)     |
| Азијати           | 39 (0,3%)      | 42 (0,3%)      |
| Хиспаноамериканци | 123 (0,8%)     | 290 (1,9%)     |
| Укупно            | 15.161         | 15.429         |